# Il gobbo di Notre Dame II
Il gobbo di Notre Dame II (The Hunchback of Notre Dame II) è un film d'animazione direct-to-video del 2002 diretto da Bradley Raymond, sequel del Classico Disney del 1996 Il gobbo di Notre Dame. Fu prodotto dalla Walt Disney Television Animation, mentre l'animazione venne realizzata dalla Walt Disney Animation Japan. Il film fu distribuito in Italia il 14 febbraio 2002 e negli Stati Uniti il 19 marzo, a circa due anni dal termine della produzione.

## Trama
Sono passati cinque anni dalla morte di Frollo e dalla fine del suo regno di terrore e ingiustizia, e molte cose sono cambiate: Quasimodo è ben voluto da tutti i parigini, ed Esmeralda e Febo si sono sposati e hanno avuto un figlio di nome Zephyr, diventato aiutante del campanaro oltre che suo grande amico. 
A Parigi intanto si stanno svolgendo i preparativi del Jour d'amour, letteralmente "giorno d'amore" (una sorta di San Valentino) dove tutti durante la giornata dichiarano a tutta la città il proprio amore, e contemporaneamente arriva il circo con alla guida un illusionista di nome Sarousch, il quale si rivelerà presto essere un truffatore che, distraendo gli spettatori con i suoi numeri, li fa derubare dai suoi colleghi. L'uomo progetta di rubare La Fidèle, una campana della cattedrale di Notre-Dame decorata all'interno con oro e pietre preziose. Per iniziare a porre le basi di questo progetto manda Madellaine, la sua assistente, a supervisionare il posto per scoprire il luogo in cui si trova la grande campana. La ragazza incontra nella cattedrale Quasimodo e inizia amichevolmente a parlare con lui, ma fugge spaventata quando vede il suo volto. I gargoyle tuttavia convincono Quasimodo, innamoratosi di Madellaine, ad andare al circo con Zephyr per rivederla.
Dopo lo spettacolo, Sarousch ordina a Madellaine di seguire Quasimodo per ottenere le informazioni che vuole. La ragazza, spaventata all'idea di vederlo di nuovo, non vorrebbe ubbidire, ma Sarousch le ricorda che, quando era una bambina, lui l'aveva sorpresa a derubarlo e anziché consegnarla alle guardie o all'orfanotrofio l'aveva presa sotto la sua ala. La ragazza segue quindi Quasimodo e Zephyr, vedendoli passare il pomeriggio a giocare insieme alla festa finché il bambino si addormenta tra le sue braccia. Rendendosi conto della gentilezza di Quasimodo, Madellaine cessa di essere spaventata dalla sua bruttezza. La ragazza si rivela quindi a lui, che la porta in giro per Parigi mostrandole le sue numerose attrazioni. Durante la passeggiata, i due giovani si innamorano. Nel frattempo Febo, che sta indagando sui furti, viene depistato da Sarousch che gli fa credere che dietro ai furti ci sia Madellaine visti i suoi vecchi trascorsi.
Il giorno dopo l'uomo obbliga la ragazza ad allontanare Quasimodo dalla campana con la minaccia di fargli del male se non avesse obbedito. Così, mentre i due giovani sono insieme a fare una passeggiata, Sarousch si intrufola nella cattedrale con due dei suoi subordinati, seguiti da Zephyr e Djali. Nel vano tentativo di impedire il furto di La Fidèle, i gargoyle finiscono intrappolati sotto una campana; Laverne dà una testata a uno dei suoi lati, facendola suonare e richiamando Quasimodo e Madellaine. Quando l'arcidiacono informa tutti che La Fidèle è stata rubata, Febo si rende conto all'improvviso che Sarousch era dietro l'intera faccenda e lo ha ingannato, e manda i soldati per tutta Parigi alla ricerca dell'uomo. Sentendosi ingannato e tradito da Madellaine (nonostante le sue suppliche di non averne avuto l'intenzione), Quasimodo rompe il suo rapporto con lei. Febo intanto la fa arrestare per il suo coinvolgimento nel furto. Sarousch e i suoi uomini cercano di fuggire con la campana attraverso le catacombe, prendendo in ostaggio Zephyr. Febo, Esmeralda e Quasimodo, aiutati da Madellaine che ha giurato di collaborare, lo raggiungono. Sarousch riesce quasi a sfuggire alle guardie minacciando di far del male a Zephyr, ma Madellaine, aiutata da Quasimodo che crede nella sua bontà, utilizza le sue abilità da acrobata per salvare il bambino, e Sarousch e i suoi uomini vengono arrestati.
Alla festa, Hugo vince finalmente il cuore della sua innamorata Djali, e diverse coppie proclamano i loro sentimenti mentre Quasimodo suona la Fidèle. La campana si ferma quando Madellaine, ormai assolta da tutte le accuse si presenta nel campanile: i due ragazzi infine si dichiarano amore l'uno per l'altra e si baciano mentre Zephyr suona La Fidèle.

## Personaggi e doppiatori
| Personaggio        | Doppiatore originale | Doppiatore italiano                                   |
| ------------------ | -------------------- | ----------------------------------------------------- |
| Quasimodo          | Tom Hulce            | Massimo Ranieri                                       |
| Madellaine         | Jennifer Love Hewitt | Laura Lenghi                                          |
| Febo               | Kevin Kline          | Roberto Pedicini                                      |
| Esmeralda          | Demi Moore           | Franca D'Amato                                        |
| Clopin Trouillefou | Paul Kandel          | Carlo Ragone                                          |
| Victor             | Charles Kimbrough    | Sandro Pellegrini (dialoghi) Alessandro Rossi (canto) |
| Hugo               | Jason Alexander      | Roberto Stocchi                                       |
| Sarousch           | Michael McKean       | Massimo Lodolo                                        |
| Zephyr             | Haley Joel Osment    | Alessio Puccio                                        |
| Laverne            | Jane Withers         | Angiolina Quinterno                                   |

## Distribuzione
L'uscita, inizialmente annunciata per l'autunno 1999, fu posticipata di due anni e poi nuovamente rimandata per consentire la registrazione di "I'm Gonna Love You" di Jennifer Love Hewitt.

### Edizione italiana
Il doppiaggio italiano del film fu eseguito dalla DEA 5 presso la SEFIT-CDC e curato da Silvia Monelli, mentre le canzoni furono registrate alla Trafalgar DRS e curate da Ermavilo. A differenza della versione originale, che riprende gli stessi doppiatori del primo film per i personaggi presenti anche nel sequel, quella italiana vede il ritorno nei loro ruoli solo di Massimo Ranieri, Carlo Ragone, Sandro Pellegrini e Roberto Pedicini. Roberto Stocchi torna a doppiare Hugo dopo aver già dato voce al personaggio nella serie TV House of Mouse - Il Topoclub.

### Edizioni home video
Il film fu distribuito in VHS e DVD-Video in Italia il 14 febbraio 2002. Come extra nel DVD sono inclusi il gioco interattivo Il festival del divertimento, un dietro le quinte musicale con Jennifer Love Hewitt, il cortometraggio animato Una vita da gargoyle - Non è facile essere un gargoyle e un segmento di Art Attack su come realizzare un apriporta in stile gargoyle. In America del Nord fu invece distribuito il 19 marzo; il DVD include gli stessi extra di quello italiano, eccetto il segmento di Art Attack.
Il 12 marzo 2013 è uscita in America del Nord una "3-Disc Special Edition" che contiene Il gobbo di Notre Dame e Il gobbo di Notre Dame II in un unico Blu-ray Disc e in due DVD distinti. Gli extra relativi al sequel, mutuati dal DVD, sono il dietro le quinte e il cortometraggio.

## Accoglienza

### Critica
Il gobbo di Notre Dame II fu accolto in modo generalmente negativo dalla critica. Il sito Rotten Tomatoes ha raccolto dieci recensioni di cui due positive, con un voto medio di 3,9.

## Riconoscimenti
- 2003 - Saturn Award
  - Candidato per la miglior edizione DVD
- 2003 - DVD Exclusive Awards
  - Miglior film d'animazione direct-to-video a Hiroshi Saotome e Chris Henderson
  - Miglior canzone originale a Jennifer Love Hewitt e Chris Canute per "I'm Gonna Love You (Madellaine's Love Song)"
  - Candidato per la miglior interpretazione di un personaggio animato a Jason Alexander e Ritsuko Notani
  - Candidato per la miglior interpretazione di un personaggio animato a Tom Hulce e Ritsuko Notani
  - Candidato per la miglior interpretazione di un personaggio animato a Kevin Kline e Ritsuko Notani
  - Candidato per la miglior interpretazione di un personaggio animato a Michael McKean e Ritsuko Notani
  - Candidato per la miglior interpretazione di un personaggio animato a Demi Moore e Ritsuko Notani
  - Candidato per la miglior canzone originale a Jason Alexander, Tom Hulce, Paul Kandel, Charles Kimbrough, Jane Withers, Randy Peterson e Kevin Quinn per "Le Jour d'Amour"
  - Candidato per il miglior regista a Bradley Raymond
  - Candidato per la miglior sceneggiatura a Jule Selbo, Flip Kobler e Cindy Marcus
  - Candidato per la miglior colonna sonora originale a Carl Johnson
  - Candidato per i migliori effetti visivi
- 1997 - Young Artist Awards
  - Candidato per il miglior doppiaggio a Haley Joel Osment